# Bouglainval
Bouglainval és un municipi francès, situat al departament de l'Eure i Loir i a la regió de Centre – Vall del Loira. L'any 2007 tenia 744 habitants.

## Demografia

### Població
El 2007 la població de fet de Bouglainval era de 744 persones. Hi havia 289 famílies, de les quals 53 eren unipersonals (29 homes vivint sols i 24 dones vivint soles), 106 parelles sense fills, 114 parelles amb fills i 16 famílies monoparentals amb fills.
La població ha evolucionat segons el següent gràfic:
Habitants censats

### Habitatges
El 2007 hi havia 349 habitatges, 296 eren l'habitatge principal de la família, 42 eren segones residències i 11 estaven desocupats. 345 eren cases i 4 eren apartaments. Dels 296 habitatges principals, 270 estaven ocupats pels seus propietaris, 22 estaven llogats i ocupats pels llogaters i 4 estaven cedits a títol gratuït; 4 tenien una cambra, 38 en tenien tres, 75 en tenien quatre i 179 en tenien cinc o més. 244 habitatges disposaven pel capbaix d'una plaça de pàrquing. A 107 habitatges hi havia un automòbil i a 183 n'hi havia dos o més.

### Piràmide de població
La piràmide de població per edats i sexe el 2009 era:
| Homes | Edats   | Dones |
| ----- | ------- | ----- |
| 0     | 95 o +  | 0     |
| 4     | 90 a 94 | 0     |
| 0     | 85 a 89 | 8     |
| 4     | 80 a 84 | 0     |
| 4     | 75 a 79 | 0     |
| 4     | 70 a 74 | 16    |
| 8     | 65 a 69 | 12    |
| 32    | 60 a 64 | 16    |
| 0     | 55 a 59 | 12    |
| 44    | 50 a 54 | 32    |
| 48    | 45 a 49 | 40    |
| 24    | 40 a 44 | 28    |
| 40    | 35 a 39 | 60    |
| 28    | 30 a 34 | 24    |
| 12    | 25 a 29 | 24    |
| 20    | 20 a 24 | 20    |
| 20    | 15 a 19 | 40    |
| 20    | 10 a 14 | 44    |
| 52    | 5 a 9   | 36    |
| 20    | 0 a 4   | 16    |

## Economia
El 2007 la població en edat de treballar era de 522 persones, 397 eren actives i 125 eren inactives. De les 397 persones actives 358 estaven ocupades (189 homes i 169 dones) i 38 estaven aturades (19 homes i 19 dones). De les 125 persones inactives 55 estaven jubilades, 36 estaven estudiant i 34 estaven classificades com a «altres inactius».

### Ingressos
El 2009 a Bouglainval hi havia 296 unitats fiscals que integraven 767,5 persones, la mediana anual d'ingressos fiscals per persona era de 23.873 €.

### Activitats econòmiques
Dels 19 establiments que hi havia el 2007, 1 era d'una empresa de fabricació d'altres productes industrials, 3 d'empreses de construcció, 7 d'empreses de comerç i reparació d'automòbils, 2 d'empreses de transport, 1 d'una empresa immobiliària, 4 d'empreses de serveis i 1 d'una empresa classificada com a «altres activitats de serveis».
Dels 4 establiments de servei als particulars que hi havia el 2009, 1 era un taller de reparació d'automòbils i de material agrícola, 2 lampisteries i 1 electricista.
L'únic establiment comercial que hi havia el 2009 era una botiga d'equipament de la llar.
L'any 2000 a Bouglainval hi havia 10 explotacions agrícoles que ocupaven un total de 1.240 hectàrees.

## Equipaments sanitaris i escolars
El 2009 hi havia una escola elemental.

## Poblacions més properes
El següent diagrama mostra les poblacions més properes.